# Ерік Шевіяр
Ері́к Шевія́р (фр. Éric Chevillard; 18 червня 1964, Ла-Рош-сюр-Йон) — французький письменник.

## Біографія
Ерік Шевіяр народився 1964 року у місті Ла-Рош-сюр-Йон (департамент Вандея). Закінчив Вищу школу журналістики в Ліллі · . Шевіяр почав друкувати свої перші твори в авангардистському видавництві «Мінюї» («Les éditions de Minuit») Жерома Лендона, де також друкувалися інші представники так званого «нового нового роману» Франсуа Бон, Жан-Філіпп Туссен, Жан Ешноз, Крістіан Остер.
Найбільшу популярність здобули його романи «Туманність краба» («La Nébuleuse du crabe», 1993) та «Привид» («Un fantôme», 1995), об'єднані одним головним героєм. За перший з них автору було присуджено премію Фенеона. Творам Еріка Шевийяра притаманні захопливі сюжетні композиції, легка іронія та витончений гумор, за яким криється філософський погляд автора на проблеми сучасності та буття.

## Твори
- «Mourir el enrhume», Minuit, 1987
- «Le Démarcheur», Minuit, 1989
- «Palafox», Minuit, 1990
- «Le Caoutchouc décidément», Minuit, 1992
- «La Nébuleuse du crabe», Minuit, 1993 (премія Фенеона)
- «Préhistoire», Minuit, 1994
- «Un fantôme», Minuit, 1995
- «Au plafond», Minuit, 1997
- «L Œuvre posthume de Thomas Pilaster», Minuit, 1999
- «Les Absences du capitaine Cook», Minuit, 2001
- «Du hérisson», Minuit, 2002
- «Le Vaillant petit tailleur», Minuit, 2004 (премія Wepler)
- «Scalps» Fata Morgana, 2005
- «Oreille rouge», Minuit, 2005
- «'Attaque», Argol, 2006
- «Démolir Nisard», Minuit, 2006 (премія Роже Каюа)
- «Commentaire autorisé sur de l'état squelette», Fata Morgana, 2007
- «Sans l orang-outan», Minuit, 2007
- «Dans la zone d'activité», graphisme par Fanette Mellier, Dissonances, 2007
- «Ailes» Fata Morgana, illustrations d Alain Ghertman, 2007 (премія Jean Lurçat)
- «L Autofictif — Journal 2007–2008», L'arbre Vengeur, 2009
- «En territoire Cheyenne» Fata Morgana, illustrations Philippe de Favier, 2009
- «La vérité sur le salaire des cadres», Le Cadran ligné, 2009 («livre en un seul poème»)
- «Choir», Minuit, 2010
- «L Autofictif voit une loutre — Journal 2008–2009», l'arbre vengeur, 2010
- «Dino Egger», Minuit, 2011
- «L Autofictif père et fils — Journal 2009–2010», l'arbre vengeur, 2011
- «Iguanes et Moines» Fata Morgana, 2011
- «L auteur et moi», Minuit, 2012
- «La Ménagerie d Agathe», ill. de Frédéric Rébéna, Actes Sud, 2013
- «Péloponnèse», Fata Morgana, 2013
- «Le Désordre azerty», Minuit, 2014 (Prix Alexandre-Vialatte 2014)
- «Juste ciel», Minuit, 2015
- L"es Théories de Suzie", avec Jean-François Martin, Hélium, 2015
- «L'Autofictif», щоденники опубліковано у видавництві L'Arbre vengeur :
  - L'Autofictif — Journal 2007–2008, 2009
  - L'autofictif voit une loutre — Journal 2008–2009, 2010
  - L'Autofictif père et fils — Journal 2009–2010, 2011
  - L'Autofictif prend un coach — Journal 2010–2011, 2012
  - L'Autofictif croque un piment — Journal 2011–2012, 2013
  - L'Autofictif en vie sous les décombres — Journal 2012–2013, 2014
  - L'Autofictif au petit pois — Journal 2013–2014, 2015